# Gelbe Triteleie
Die Gelbe Triteleie (Triteleia ixioides) ist eine Pflanzenart aus der Gattung Triteleia in der Unterfamilie der Brodiaeoideae.

## Merkmale
Die Gelbe Triteleie ist eine sehr formenreiche ausdauernde krautige Pflanze, die Wuchshöhen von (10) 50 bis 80 Zentimeter erreicht. Dieser Geophyt bildet Zwiebeln als Überdauerungsorgane. Die 1 bis 2 Laubblätter sind 10 bis 50 × 0,3 bis 1,5 Zentimeter groß.

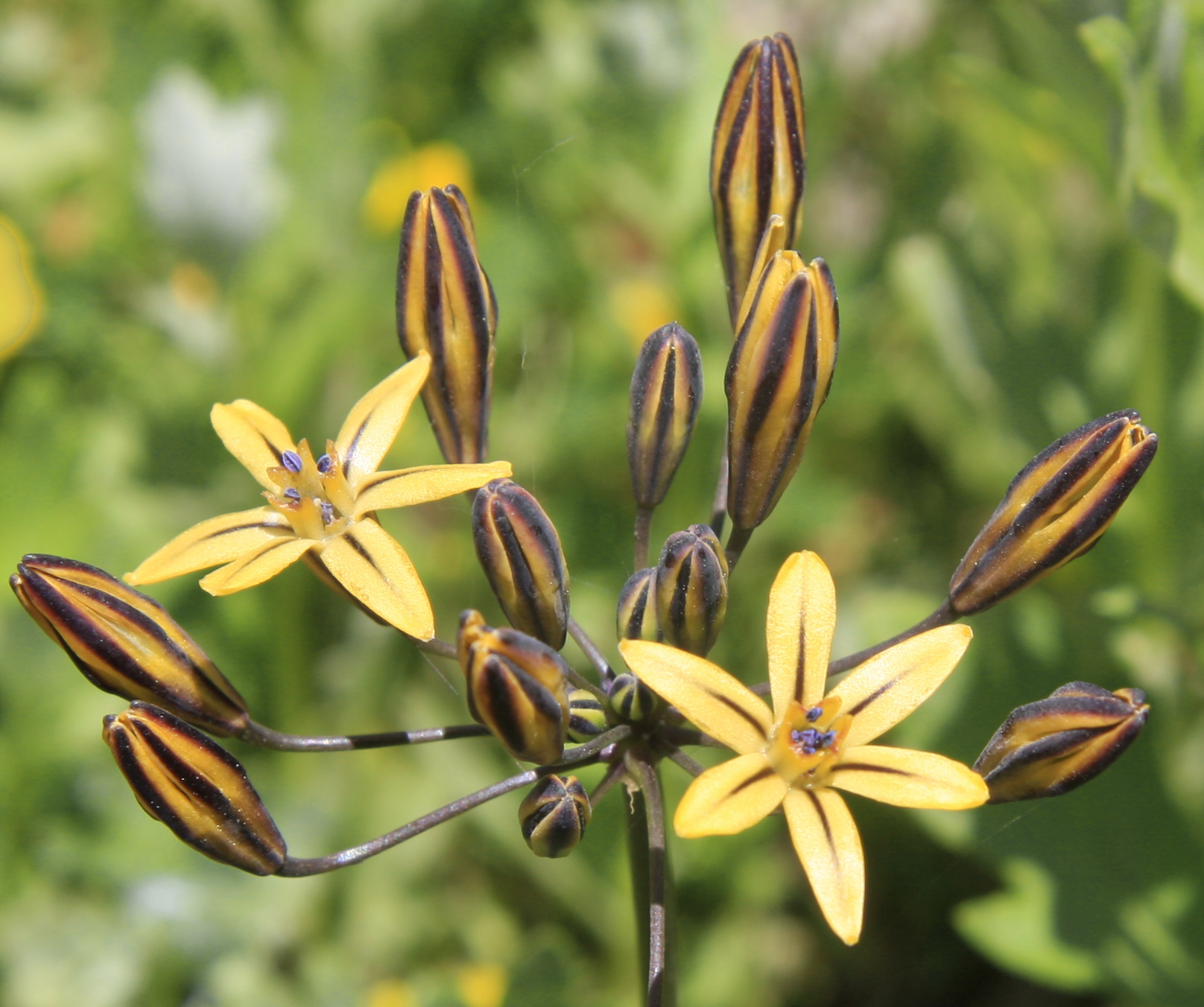
Triteleia ixioides subsp. anilina

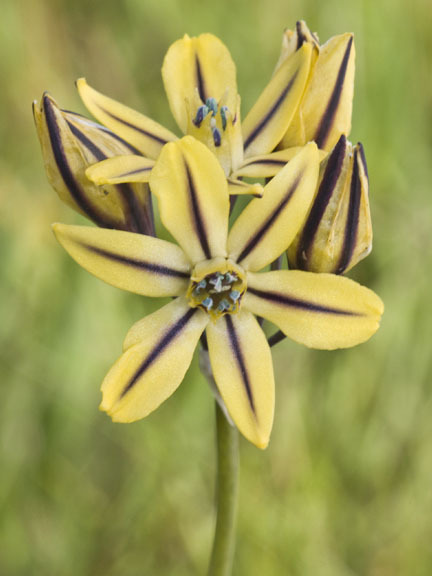
Triteleia ixioides subsp. unifolia

10 bis 30 Blüten stehen in einem doldigen Blütenstand zusammen. Die Blütenhülle ist strohgelb bis goldgelb und 12 bis 27 Millimeter lang. Die Perigonröhre hat eine Größe von 3 bis 10 Millimeter, die Zipfel sind 6 bis 20 Millimeter lang und zurückgebogen. Der Fruchtknoten ist länger als sein Stiel. Die Staubfäden haben oben zwei flügelige Anhängsel.
Die Blütezeit liegt im Juni.

## Vorkommen
Die Gelbe Triteleie kommt im westlichen Nordamerika in Mittel- und Nord-Kalifornien und Südwest-Oregon in Eichen- und Kiefernwäldern, an Waldrändern und an Bachufer in Höhenlagen von 0 bis 3000 Meter vor. Sie ist oft auf Sand, zum Teil aber auch auf Serpentin zu finden.

## Systematik
Es gibt fünf Unterarten:
- Triteleia ixioides subsp. anilina (Greene) L.W.Lenz: Sie kommt vom südlichen Oregon bis zum zentralen Kalifornien vor.[1]
- Triteleia ixioides subsp. cookii (Hoover) L.W.Lenz: Sie kommt nur im San Luis Obispo County in Kalifornien vor.[1]
- Triteleia ixioides subsp. ixioides: Sie kommt im westlichen Kalifornien vor.[1]
- Triteleia ixioides subsp. scabra (Greene) L.W.Lenz (Syn.: Triteleia scabra (Greene) Rattan): Sie kommt in Kalifornien vor.[1]
- Triteleia ixioides subsp. unifolia L.W.Lenz: Sie kommt vom südlichen Oregon bis zum nördlichen und zentralen Kalifornien vor.[1]

## Nutzung
Die Gelbe Triteleie wird selten als Zierpflanze in Steingärten und Rabatten genutzt. Sie ist seit spätestens 1812 in Kultur.